# Andris Treimanis
Andris Treimanis (* 16. März 1985 in Kuldīga, Lettische SSR, Sowjetunion) ist ein lettischer Fußballschiedsrichter. Seit 2011 steht er auf der FIFA-Liste.

## Werdegang
Nach dem Abitur studierte Treimanis Rechtswissenschaften an der Universität Lettlands in Riga. Derzeit arbeitet er als Jurist für Lettlands staatliche Fernsehanstalt LTV.
Treimanis begann seine Schiedsrichterlaufbahn mit 13 Jahren und leitete mit 17 Jahren bereits Spiele der 1. līga, der zweiten Liga im lettischen Ligensystem. Mit 20 Jahren erfolgte sein Aufstieg in die erste Liga, die Virslīga. Im Jahr 2011 wurde er im Alter von 25 Jahren für die FIFA-Liste gemeldet, was ihn zur Leitung internationaler Fußballbegegnungen berechtigt. Neben insgesamt über 280 Ligaspielen, leitete er  bisher auch 5-mal das Endspiel um den Lettischen Fußballpokal.
Sein internationales Debüt gab er im Juni 2011 beim U-21-Länderspiel zwischen den Faröer-Inseln und Nordirland. Die Leitung des ersten A-Länderspiels folgte im Februar 2012 beim Freundschaftsspiel zwischen Spanien und Venezuela.
Im europäischen Vereinsfußball kommt Treimanis regelmäßig bei Spielen der Qualifikationsrunden zur UEFA Champions League und Spielen der Gruppenphase der UEFA Europa League zum Einsatz. Sein Debüt in der Gruppenphase der Champions League gab er im Oktober 2018 bei der Begegnung zwischen Olympique Lyon und Schachtar Donezk. Er ist damit der erste Lette, der in dieser Phase des Wettbewerbs zum Einsatz gekommen ist.
Weitere Karrierehöhepunkte stellten die Nominierungen als Schiedsrichter für die U-19-Fußball-Europameisterschaft 2015 in Griechenland als auch die Nominierung zur Fußballweltmeisterschaft der U-17-Junioren 2019 dar. Im Verlauf der letzteren wurde er mit der Leitung des Endspieles zwischen Gastgeber sowie späterem Titelträger Brasilien und Mexiko betraut.
Im Rahmen von Austauschspielleitungen kam Treimanis auch bereits in Liga und Pokalwettbewerb Saudi-Arabiens, der litauischen A Lyga, der griechischen Super League und der nordirischen NIFL Premiership zum Einsatz.